# Staatsluftfahrzeug
Ein Staatsluftfahrzeug ist ein Luftfahrzeug, welches im Militär-, Zoll- und Polizeidienst verwendet wird. Staatsluftfahrzeuge führen Staatsflüge durch, sind also in staatlicher Mission unterwegs.
Staatsluftfahrzeuge, die das Hoheitsgebiet eines anderen Staates überfliegen oder dort landen möchten, benötigen dazu eine besondere Genehmigung der zuständigen Stellen des anderen Staates, z. B. in Form einer Diplomatic Clearance.

## Schweiz
In der Schweiz gibt es verschiedene staatliche Stellen, die über eigene Luftfahrzeuge verfügen oder Luftfahrzeuge auf einer dauerhaften Basis von einem Luftfahrtoperateur mieten. Die Staatsluftfahrzeuge der Schweiz sind beim BAZL und bei den Mitteln der Schweizer Luftwaffe einzeln aufgeführt.

### Eidgenössisches Departement für Verteidigung, Bevölkerungsschutz und Sport (VBS)
Das VBS ist der größte Betreiber von Staatsluftfahrzeugen der Schweiz. Es teilt sich in zwei Gruppen und eine Untergruppe auf.
- 1a. Die Schweizer Luftwaffe mit ihren Helikoptern und Flächenflugzeugen, mit den Standorten Alpnach, Dübendorf, Payerne, Meiringen, Locarno und Emmen, siehe auch Luftfahrzeuge der Schweizer Luftwaffe.
- 1b. Der Lufttransportdienst des Bundes ist eine Untereinheit der Schweizer Luftwaffe mit den Standorten Flughafen Bern-Belp und Dübendorf.
- 2. Die Armasuisse mit Standort Militärflugplatz Emmen.

### Eidgenössisches Departement für Umwelt, Verkehr, Energie und Kommunikation (UVEK)
Das UVEK hat zwei Bundesämter, die Staatsluftfahrzeuge betreiben:
- 1. Das Bundesamt für Zivilluftfahrt, kurz BAZL, ist Aufsichtsbehörde über die zivile Luftfahrt der Schweiz und betreibt die zivilen Staatsluftfahrzeuge der Schweizerischen Eidgenossenschaft, Standort der BAZL Luftflotte ist Flughafen Bern-Belp.
- 2. Der aviatische Bereich der Schweizerischen Sicherheitsuntersuchungsstelle, Standort der SUST Flotte ist der Militärflugplatz Payerne[2]

### Polizeikonkordat Ost- und Zentralschweiz
Das Polizeikonkordat der Ost- und Zentralschweiz operiert unter der Führung der Kantonspolizei Zürich einen Polizeihelikopter der Heli-Linth Invest AG gehört ab dem Militärflugplatz Dübendorf.